# Nylandsgatan

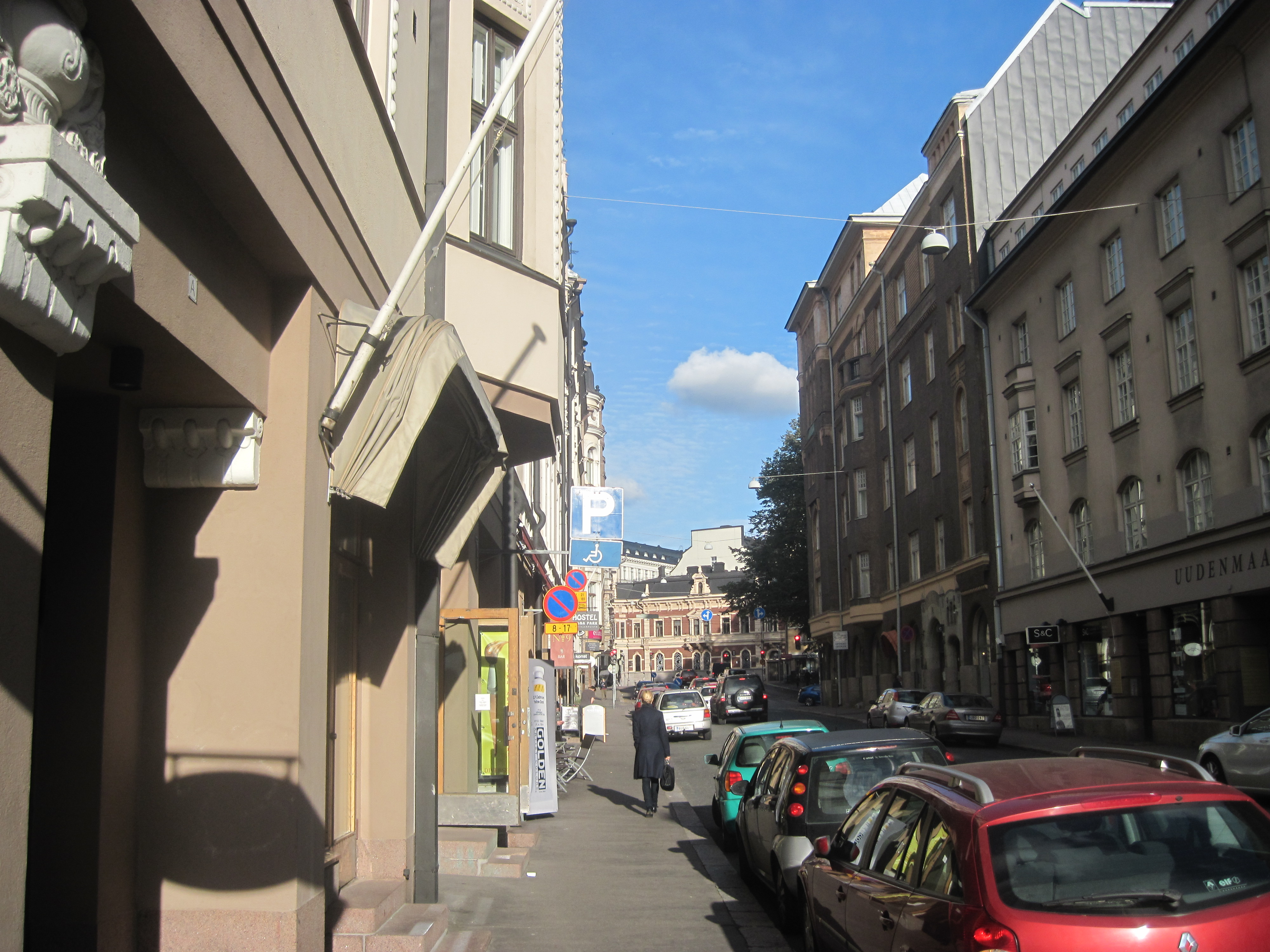
Nylandsgstan sedd österut. I slutet av gatan ligger Sanomas tegelbyggnad i hörnet av Skillnadsgatan och Ludvigsgatan

Nylandsgatan (finska: Uudenmaankatu) är en gata i Gardesstaden och Rödbergen i Helsingfors. Den går parallellt med Bulevarden. Den börjar vid Skillnadsgatan och parken Trekanten och slutar i Sinebrychoffsparken. Där har den en fortsättning i en biltunnel under parken till den västra delen av Mallasgatan.
Ett putsat trähus finns fortfarande kvar, Nylandsgatan 38, men övriga trähus har rivits och ersatts av flerbostadshus, och också några affärs- och kontorshus. En del hus är byggda i nyrenässans i slutet av 1800-talet, och andra i jugend från början av 1900-talet. Senare har några flerbostadshus längs Nylandsgatan redan rivits. Till exempel köpte Sanoma Oy byggnaderna Nylandsgatan 16–22 med tomter på 1960-talet, rev dem och byggde istället en modern affärsbyggnad.
Trähusen Nylandsgatan 19–21, ritade av Gabriel Andstén och färdigställda på 1820- och 1830-talen, stod kvar till 1970-talet. När skolhuset till Svenska flicklyséet senare byggdes på Bulevardsidan av samma kvarter, blev dessa hus bostäder för skolans rektor och annan personal. De rivna husen förvarades och uppfördes igen 1991 på Kajsaniemistranden, i utkanten av botaniska trädgården. 
Nära den östra ändan går Nylandsgatan längs parken Trekanten.

## Bildgalleri

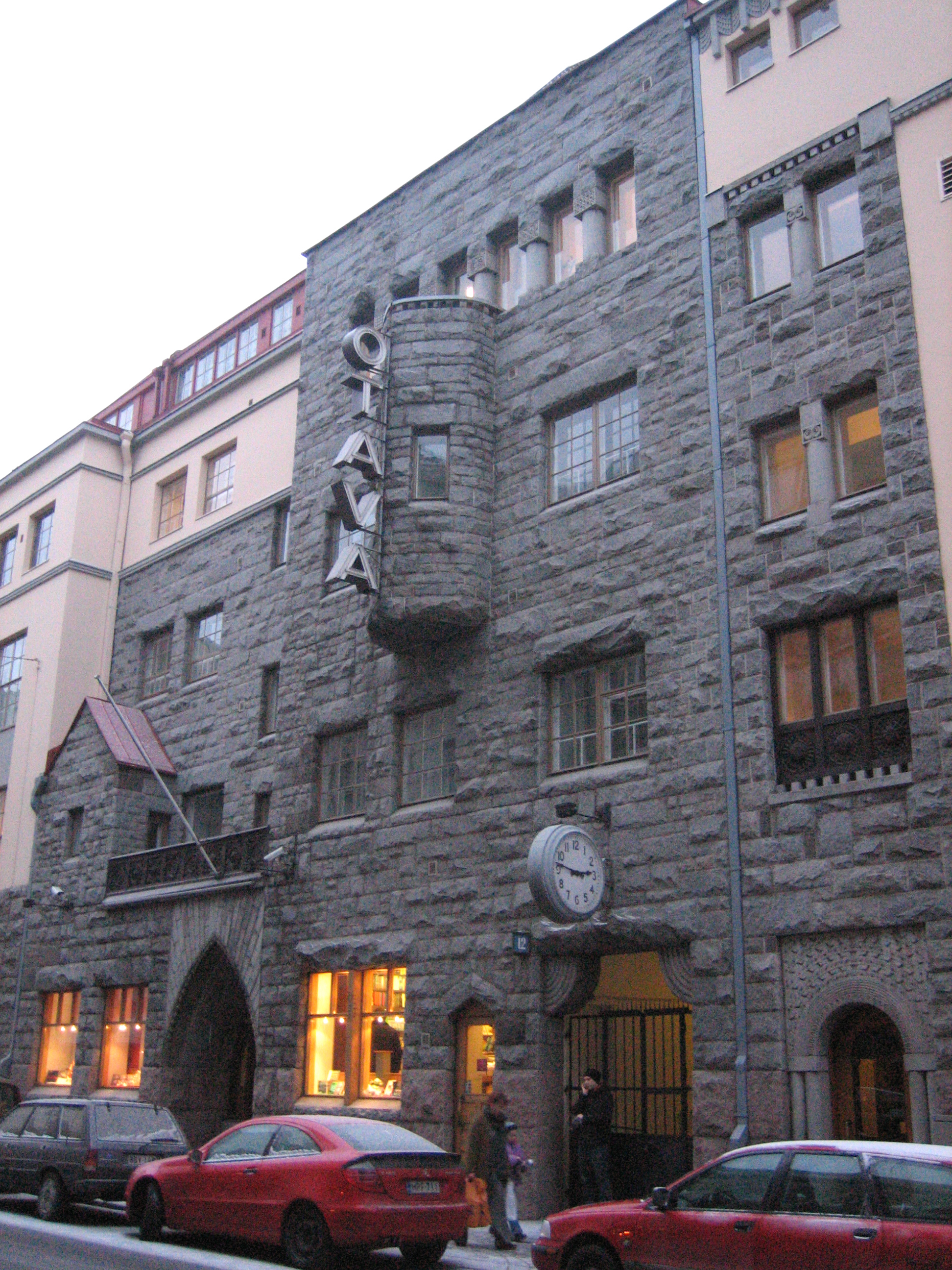
Otavas kontorsbyggnad, Nylandsgatan 10
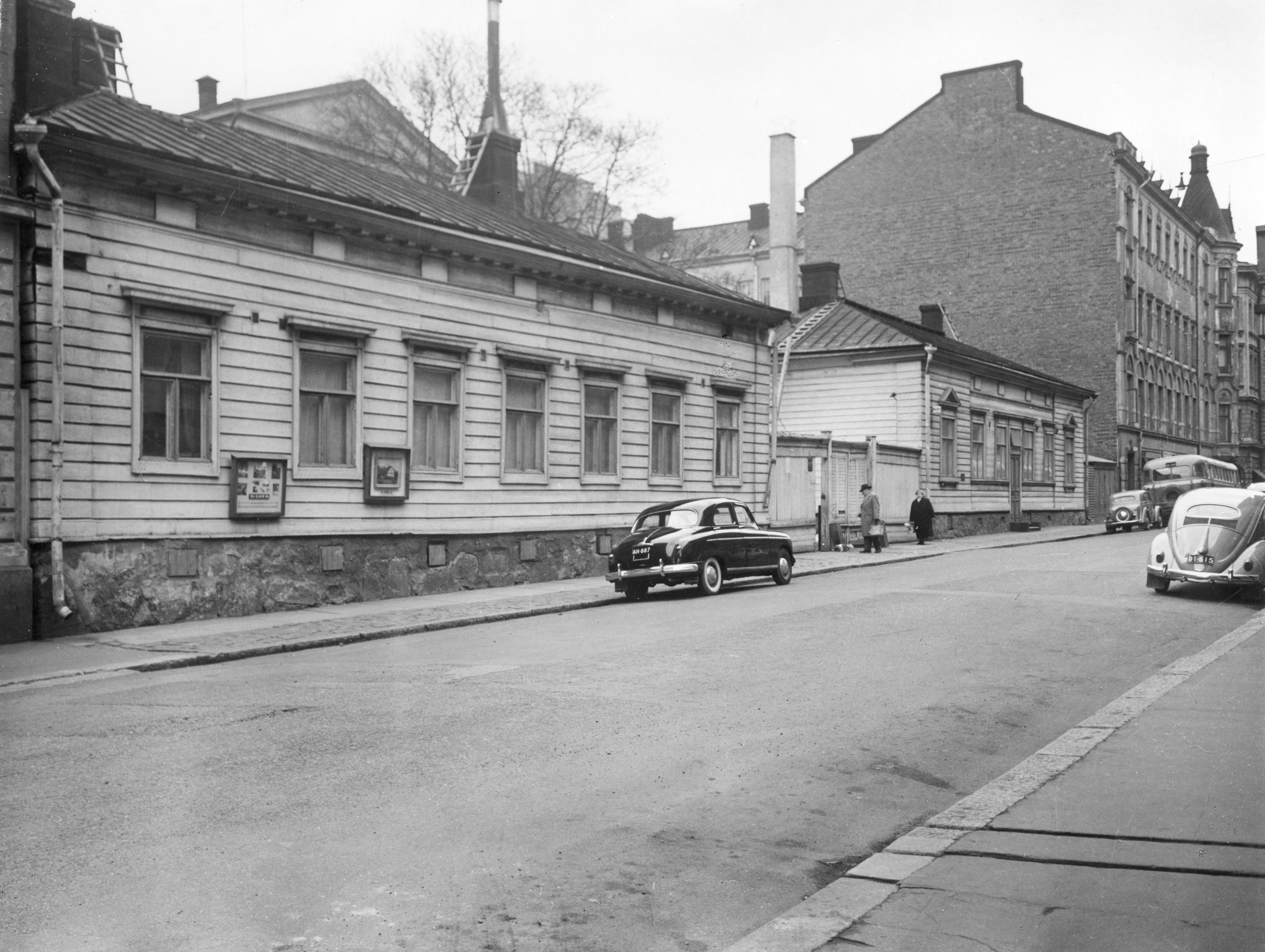
Trähusen Nylandsgatan 19–21, 1953
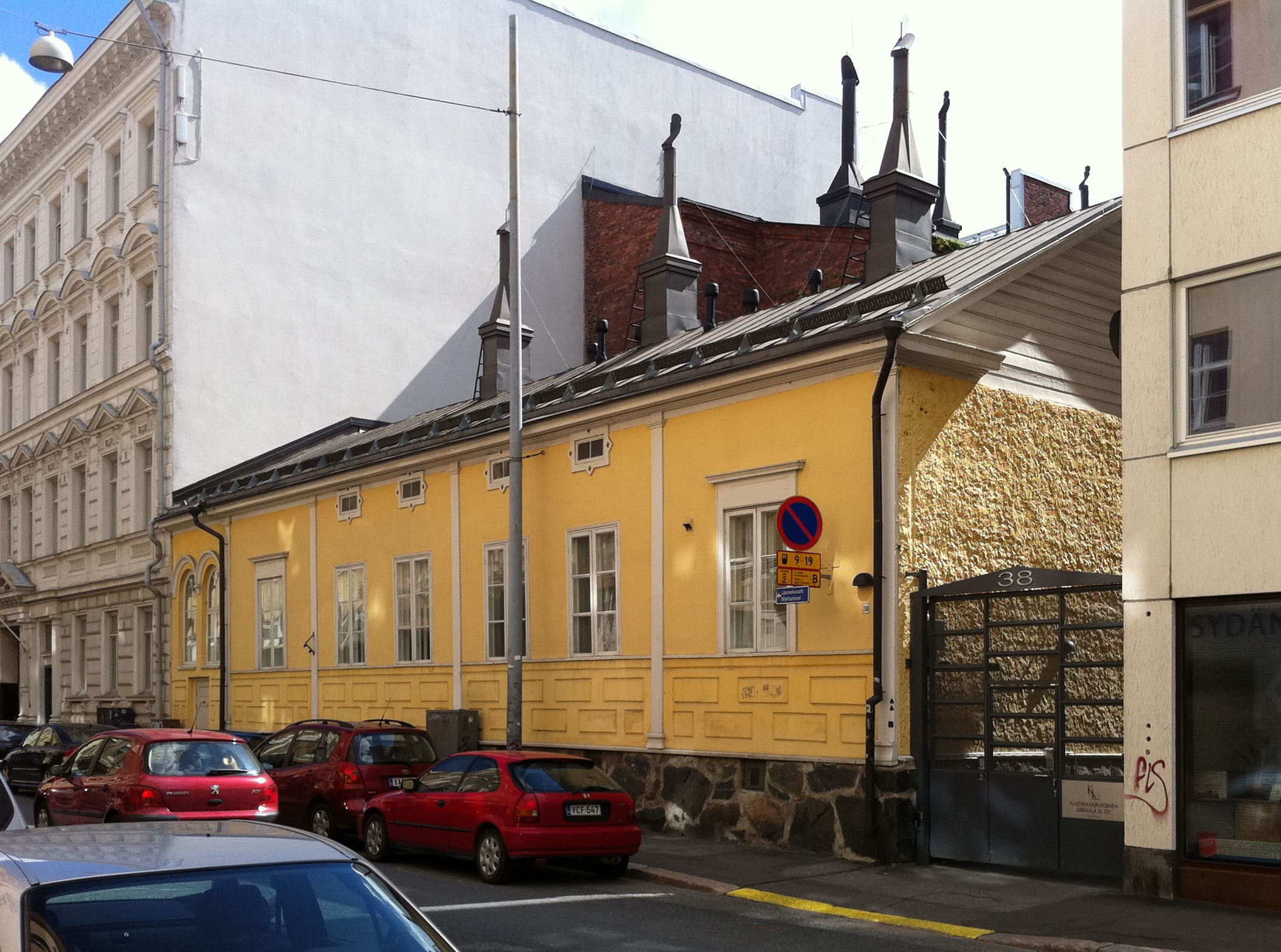
Nylandsgatan 38, det sista återstående trähuset, 2011
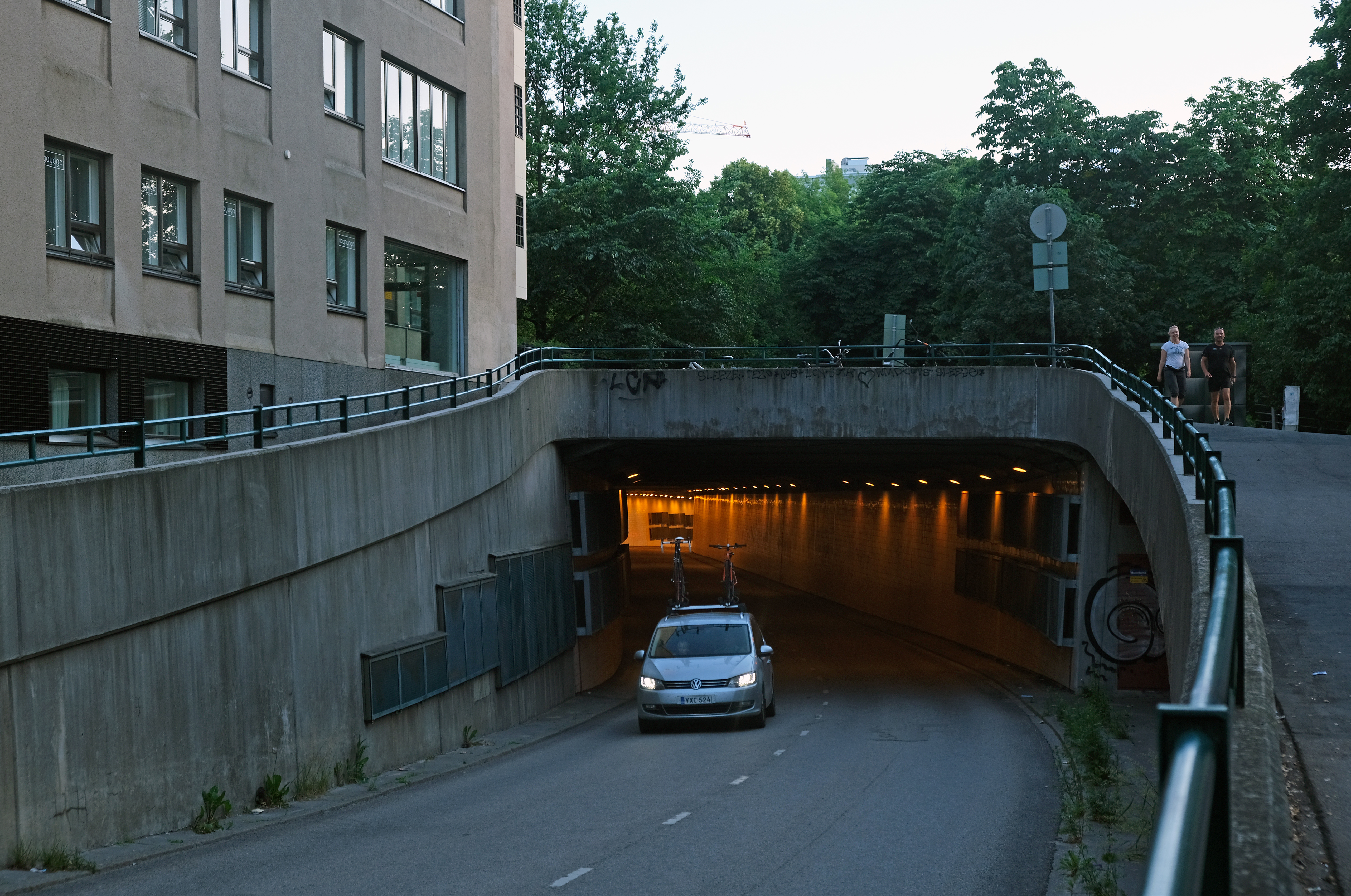
Tunneln från Nylandsgatsidan